# Johee

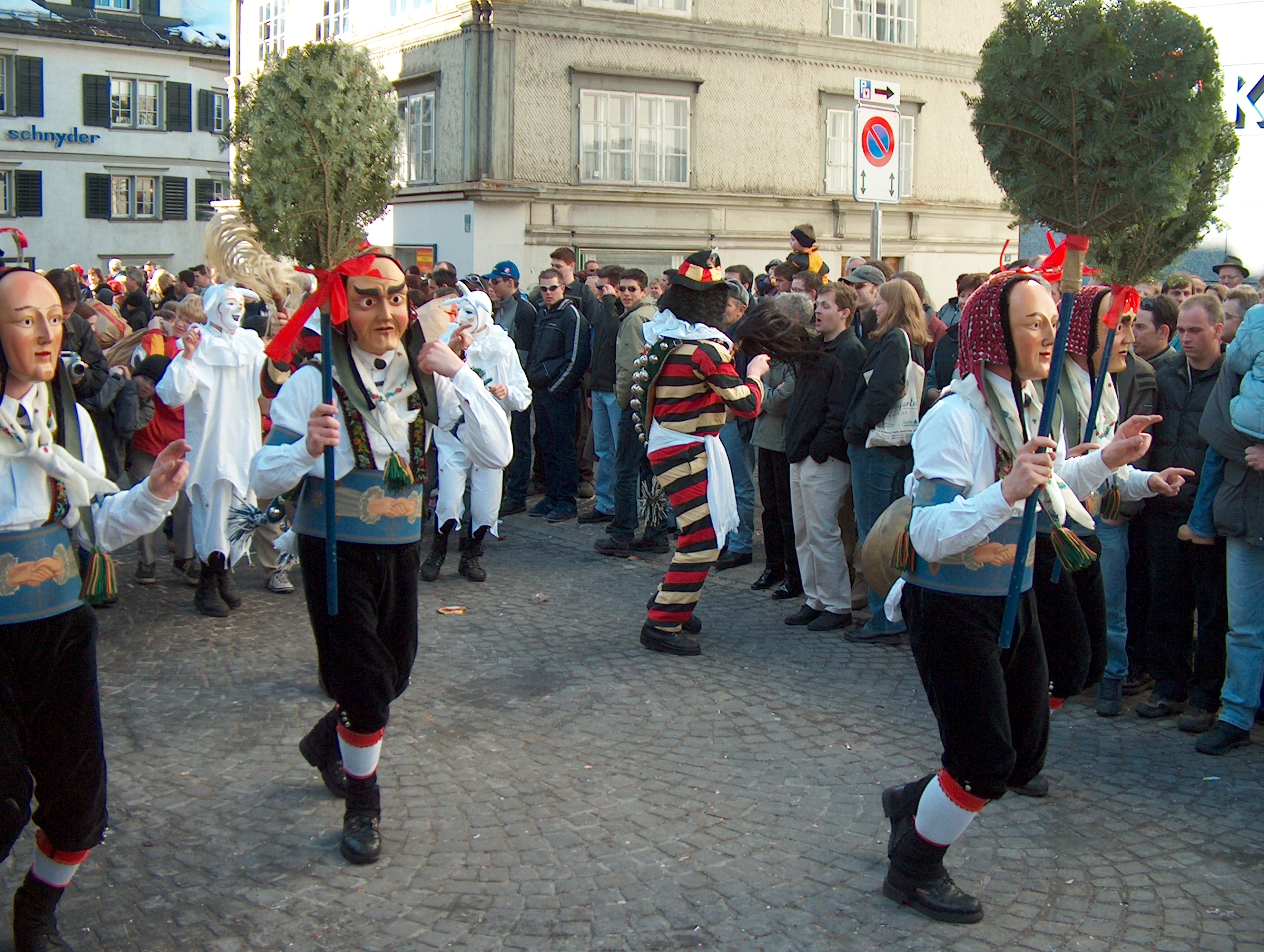
Johee beim Brotauswerfen

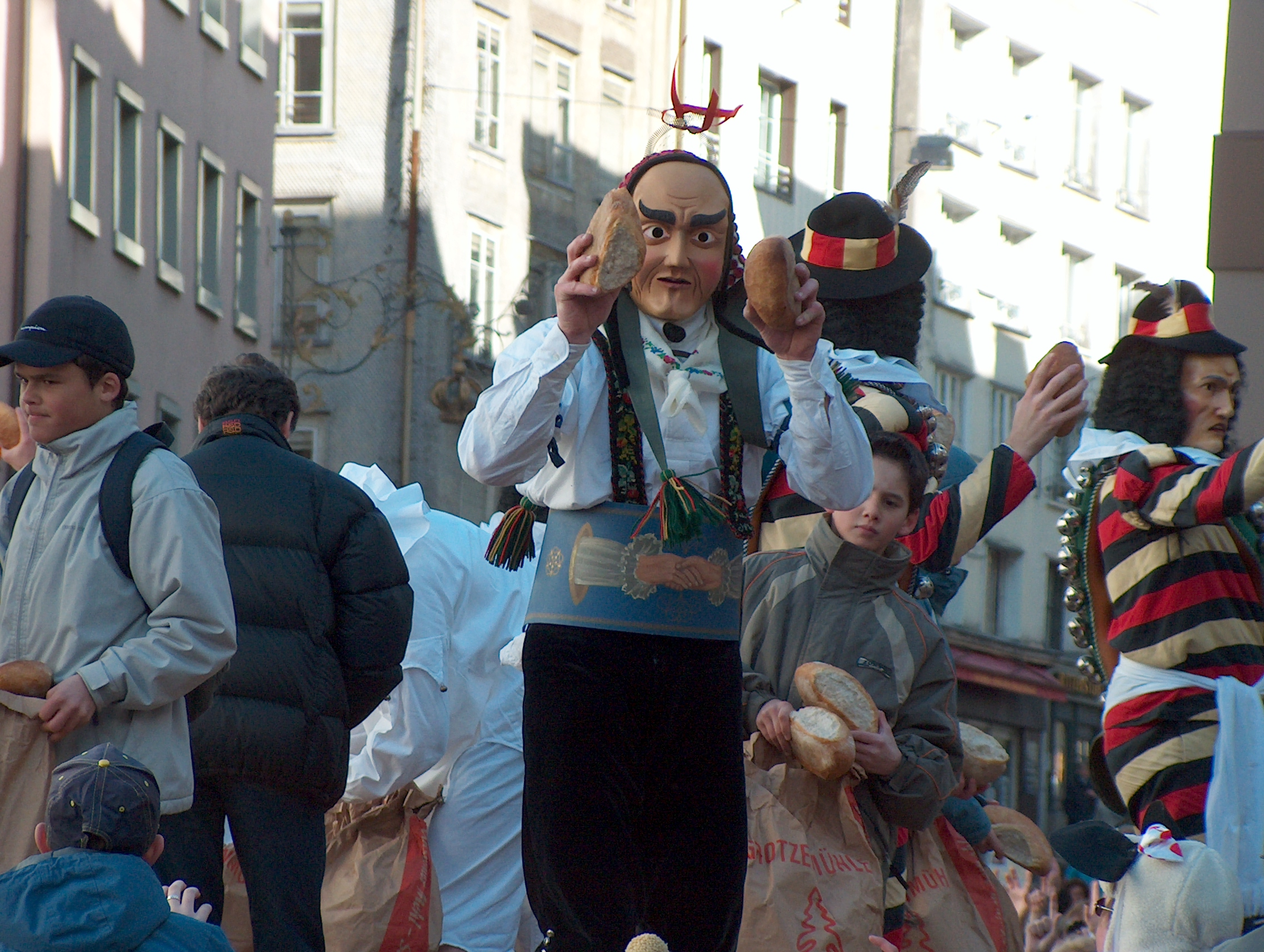
Johee beim Brotauswerfen

Der Johee ist eine Figur der Einsiedler Fasnacht. Sie tritt zusammen mit dem Mummerie und dem Hörelibajass am Fasnachtsdienstag auf. Zusammen bestreiten diese Figuren das Brotauswerfen, bei dem abwechselnd von verschiedenen Bühnen Brotlaibe (sog. Mütschli) in die Zuschauermenge geworfen werden. Dem Volksmund nach stellt der Johee einen Sennen dar, der auf Welschlandfahrten sein Vermögen verloren hat. Er trägt eine schwarze, halblange Hose mit weissen Kniestrümpfen sowie ein weisses Hemd. Um den Bauch trägt er eine Trichel (Schelle). In der Hand hält er einen Tannreisbesen. Das Gesicht wird durch eine wertvolle Holzmaske bedeckt.